# Batomys russatus
Batomys russatus là một loài động vật có vú trong họ Chuột, bộ Gặm nhấm. Loài này được Musser, Heaney, & Tabaranza, Jr. miêu tả năm 1998.

## Hình ảnh

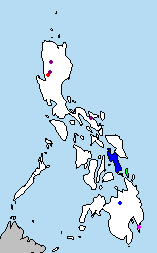